# Riarrangiamento di McLafferty
Il riarrangiamento di McLafferty è una reazione che avviene in fase gas durante la ionizzazione quando si usa la ionizzazione elettronica in spettrometria di massa. Avviene talvolta su molecole contenenti un gruppo cheto ed è una frammentazione β con l'attacco dell'ossigeno sull'idrogeno in posizione γ rispetto al carbonile che porta alla formazione di un gruppo ossidrile. Il riarrangiamento può avvenire con meccanismo ionico o radicalico.

## Reazione
La descrizione della reazione fu pubblicata per la prima volta dal chimico statunitense Fred McLafferty nel 1959.